# Muževine
Muzhevinë en albanais et Muževine en serbe latin (en serbe cyrillique : Мужевине) est une localité du Kosovo située dans la commune/municipalité d'Istog/Istok et dans le district de Pejë/Peć. Selon le recensement kosovar de 2011, elle compte 626 habitants.

## Démographie

### Évolution historique de la population dans la localité
| 1948 | 1953 | 1961 | 1971 | 1981 | 1991  | 2011 |
| ---- | ---- | ---- | ---- | ---- | ----- | ---- |
| 436  | 477  | 595  | 717  | 895  | 1 010 | 626  |

|  |

### Répartition de la population par nationalités (2011)
En 2011, les Albanais représentaient 83,55 % de la population et les Égyptiens 7,83 %.